# Henry Bacon
Henry Bacon (Watseka, 28 novembre 1866 – New York, 17 febbraio 1924) è stato un architetto statunitense.

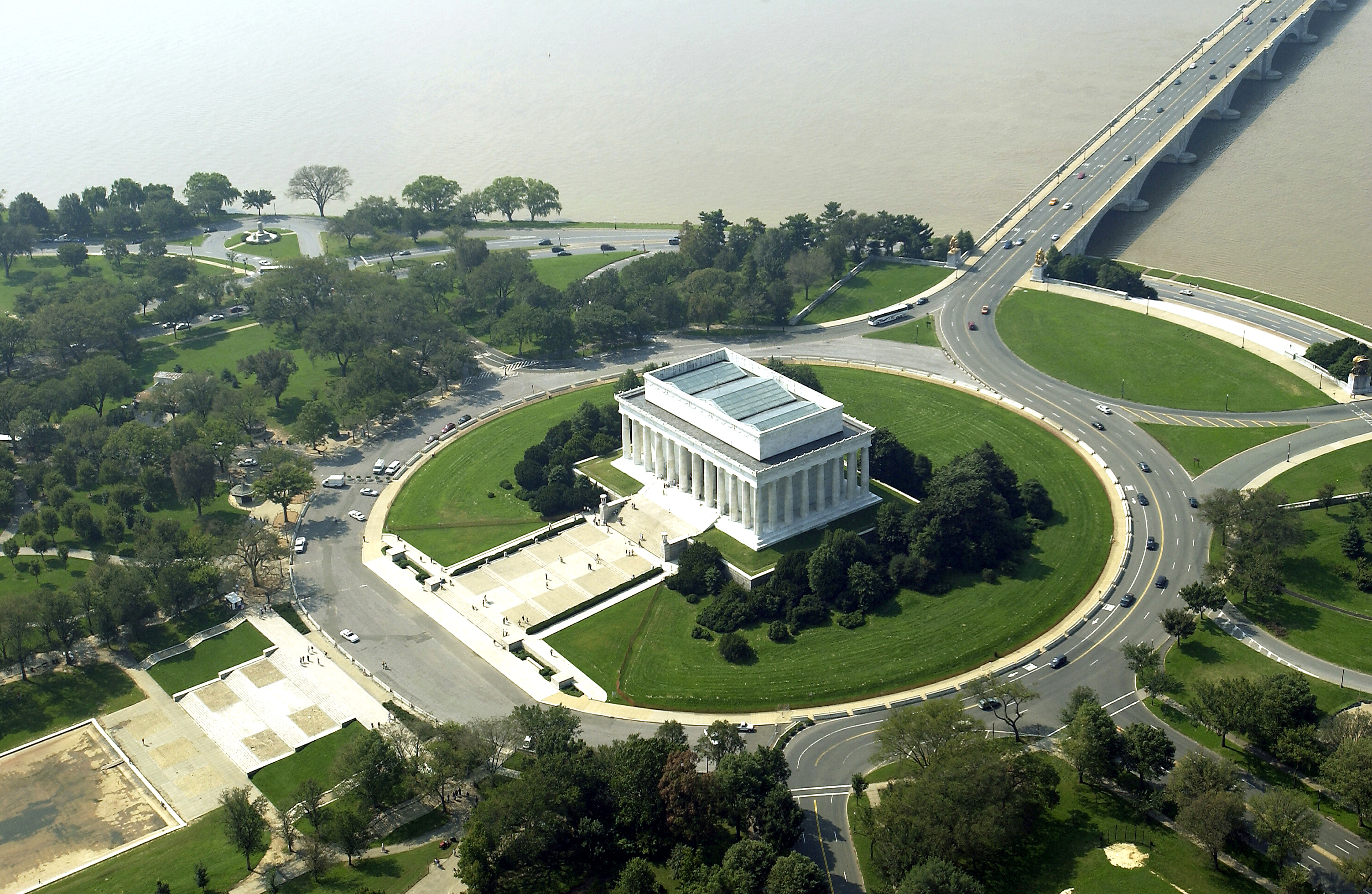
Lincoln Memorial

Coinvolto in spedizioni archeologiche in Grecia ed Asia Minore, si dedicò all'architettura seguendo la corrente del neoclassico più tardo. È noto per il  Lincoln Memorial di  Washington, costruito secondo forme dell'ordine dorico. Fu questo il più importante e l'ultimo dei suoi lavori. È noto anche per il World War Memorial della Yale University.
L'architetto morì di cancro a New York.
A lui fu dedicata una famosa nave: la Liberty SS Henry Bacon.
Si tratta dell'ultima nave civile americana fatta affondare dai tedeschi durante la seconda guerra mondiale.